# Tăng trưởng theo cấp số nhân

Biểu đồ minh họa cách tăng trưởng theo cấp số nhân (màu xanh lá cây) vượt qua cả tăng trưởng tuyến tính (màu đỏ) và hình khối (màu xanh).
Tăng trưởng theo cấp số nhân
Tăng trưởng bậc ba
Tăng trưởng tuyến tính

Tăng trưởng theo cấp số nhân là một cách cụ thể mà số lượng có thể tăng theo thời gian. Nó xảy ra khi tốc độ thay đổi tức thời (nghĩa là đạo hàm) của một đại lượng theo thời gian tỷ lệ thuận với chính đại lượng đó. Được mô tả như một hàm, một đại lượng trải qua sự tăng trưởng theo cấp số nhân là một hàm số mũ của thời gian, nghĩa là biến đại diện cho thời gian là số mũ (ngược lại với các loại tăng trưởng khác, chẳng hạn như tăng trưởng bậc hai).
Nếu hằng số tỷ lệ là âm, thì số lượng của đại lượng theo dõi sẽ giảm dần theo thời gian và được cho là đang trải qua sự phân rã theo cấp số nhân. Trong trường hợp một miền định nghĩa rời rạc với các khoảng bằng nhau, nó còn được gọi là tăng trưởng hình học hoặc phân rã hình học do các giá trị hàm tạo thành một tiến trình hình học.
Công thức tăng trưởng theo cấp số nhân của một biến x ở tốc độ tăng trưởng r, khi thời gian t diễn ra theo các khoảng rời rạc (nghĩa là tại các thời điểm nguyên   0,   1,   2,   3,  ...), là
{\displaystyle x_{t}=x_{0}(1+r)^{t}}
Trong đó x 0 là giá trị của x tại thời điểm 0. Sự tăng trưởng của một tập đoàn vi khuẩn thường được sử dụng để minh họa nó. Một vi khuẩn tự phân chia thành hai, mỗi vi khuẩn tự phân tách dẫn đến bốn, sau đó tám, 16, 32, v.v. Tốc độ tăng tiếp tục tăng vì tỷ lệ thuận với số lượng vi khuẩn ngày càng tăng. Sự tăng trưởng như thế này được quan sát thấy trong các hoạt động hoặc hiện tượng trong đời thực, chẳng hạn như sự lây lan của vi-rút, sự gia tăng của nợ do lãi kép và sự lan truyền của các video lan truyền. Trong trường hợp thực tế, tăng trưởng theo cấp số nhân ban đầu thường không kéo dài mãi mãi, thay vào đó chậm lại cuối cùng do các giới hạn trên gây ra bởi các yếu tố bên ngoài và chuyển thành tăng trưởng logistic.

## Ví dụ

Vi khuẩn thể hiện sự tăng trưởng theo cấp số nhân trong điều kiện tối ưu.

### Sinh học
- Số lượng vi sinh vật trong một môi trường nuôi cấy sẽ tăng theo cấp số nhân cho đến khi một chất dinh dưỡng thiết yếu cạn kiệt. Điển hình là sinh vật đầu tiên tách ra thành hai sinh vật con, sau đó mỗi sinh vật tách ra thành bốn, bốn tách ra thành tám, v.v. Bởi vì tăng trưởng theo cấp số nhân cho thấy tốc độ tăng trưởng không đổi, người ta thường cho rằng các tế bào tăng trưởng theo cấp số nhân ở trạng thái ổn định. Tuy nhiên, các tế bào có thể phát triển theo cấp số nhân với tốc độ không đổi trong khi điều chỉnh lại quá trình trao đổi chất và biểu hiện gen của chúng.[1]
- Một loại virus (ví dụ COVID-19, hoặc bệnh đậu mùa) thường sẽ lây lan theo cấp số nhân lúc đầu, nếu không có chủng ngừa nhân tạo. Mỗi người nhiễm bệnh có thể lây nhiễm nhiều người mới.

### Vật lý
- Sự cố tuyết lở trong một vật liệu điện môi. Một electron tự do trở nên được gia tốc đủ bởi một điện trường ứng dụng bên ngoài, nó giải phóng các electron bổ sung khi nó va chạm với các nguyên tử hoặc phân tử của môi trường điện môi. Những electron thứ cấp này cũng được gia tốc, tạo ra số lượng lớn hơn các electron tự do. Sự tăng trưởng theo cấp số nhân của các electron và ion có thể nhanh chóng dẫn đến sự phá vỡ điện môi hoàn toàn của vật liệu.
- Phản ứng dây chuyền hạt nhân (khái niệm đằng sau lò phản ứng hạt nhân và vũ khí hạt nhân). Mỗi hạt nhân uranium trải qua quá trình phân hạch tạo ra nhiều neutron, mỗi hạt nhân có thể được hấp thụ bởi các nguyên tử urani lân cận, khiến chúng lần lượt phân hạch. Nếu xác suất hấp thụ neutron vượt quá xác suất thoát neutron (một hàm của hình dạng và khối lượng của urani), k   >   0 và do đó, tốc độ sản xuất neutron và các phân tử urani cảm ứng tăng theo cấp số nhân, trong một phản ứng không kiểm soát được. "Do tốc độ tăng theo cấp số nhân, tại bất kỳ thời điểm nào trong phản ứng dây chuyền, 99% năng lượng sẽ được giải phóng trong 4,6 thế hệ gần nhất. Đó là một xấp xỉ hợp lý khi nghĩ về 53 thế hệ đầu tiên là khoảng thời gian trễ dẫn đến vụ nổ thực sự, chỉ mất 3 thế hệ4. " [2]
- Phản hồi tích cực trong phạm vi tuyến tính của khuếch đại điện hoặc điện âm có thể dẫn đến sự tăng trưởng theo cấp số nhân của tín hiệu được khuếch đại, mặc dù các hiệu ứng cộng hưởng có thể ủng hộ một số tần số thành phần của tín hiệu so với các tần số khác.